# Kyokon Densetsu: Utsukushiki Nazo
Kyokon Densetsu: Utsukushiki Nazo (巨根伝説 美しき謎 (Huyền thoại dương vật khổng lồ: Vẻ đẹp bí ẩn) tiếng Anh: "Beautiful Mystery") là một bộ phim hồng năm 1983 đạo diễn bởi Nakamura Genji và kịch bản do Mochizuki Rokurō viết. Là tác phẩm châm biếm về cuộc đời của tác giả và nhà dân tộc Mishima Yukio, bộ phim là một trong những phim khiêu dâm đồng tính nam được sản xuất thương mại sớm nhất tại Nhật Bản.

## Nội dung
Sinh viên năm nhất đại học Itsuro Shinohara tham gia một lực lượng bán quân sự toàn nam theo chủ nghĩa dân tộc do Makio Mitani, một nhà trí thức và nhà thơ, quản lý. Mitani đã tìm cách phát động một cuộc đảo chính chống lại chính phủ Nhật Bản và dự định sẽ chết theo nghi lễ seppuku nếu cuộc đảo chính không thành công. Sau khi bắt đầu tham gia vào lực lượng, Shinohara được chỉ định làm senpai của Takizawa đồng lứa; hai người đã quan hệ tình dục sau một đêm uống rượu say và trở thành người yêu của nhau ngay sau đó. Những cuộc gặp gỡ như này thường xảy ra trong các cấp bậc của lực lượng, và với các bài tập trong trại huấn luyện cùng một cuộc diễn tập trước cái chết của Mitani bằng seppuku, cả hai đã góp phần vào sự tiến triển cho một bữa tiệc thác loạn giữa Mitani và cấp dưới. Đêm trước cuộc đảo chính, Mitani chỉ dẫn Shinohara và Takizawa trở về nhà để ở bên nhau lần cuối. Sau đêm ân ái mặn nồng, cặp đôi thức dậy, phát hiện ra rằng họ đã ngủ quên và bỏ lỡ cuộc đảo chính. Hai năm sau đó, Shinohara và Takizawa trở thành những người đảo trang tại một quán bar dành cho người đồng tính nam.

## Diễn viên
- Nagatomo Tatsuya
- Shiyuto Kei
- Yamashina Akira
- Osugi Ren[1]

## Sản xuất và phát hành

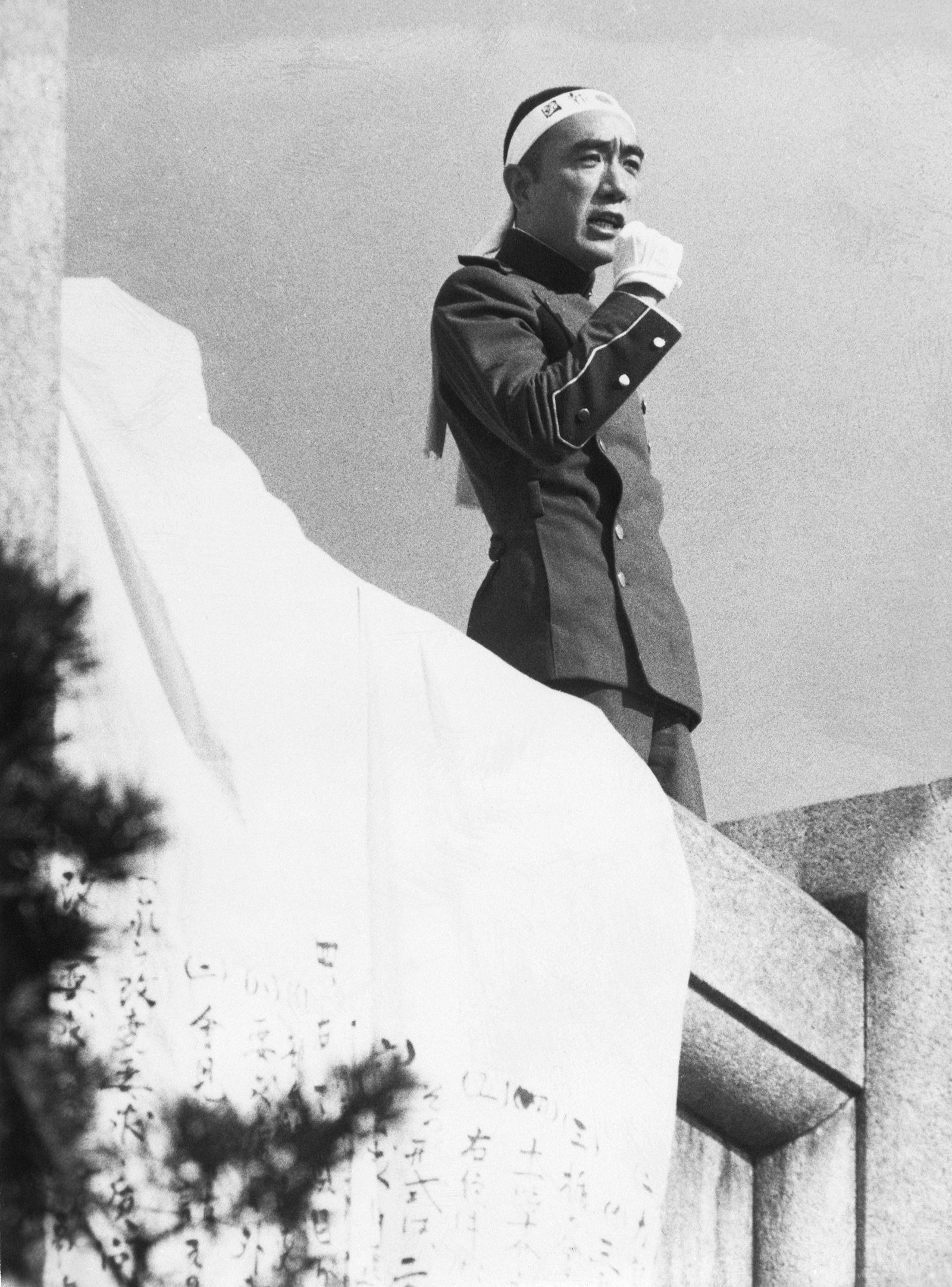
Bộ phim là một sự châm biếm về cuộc đời và sự nghiệp chính trị của Mishima Yukio (ảnh).

Phim do Nakamura Genji làm đạo diễn và kịch bản được viết bởi Rokurō Mochizuki; người đảm nhận phần quay phim là Ito Hideo, dựng phim do Sawada Makoto thực hiện và âm nhạc bởi Pink Box. Bộ phim được phát hành lần đầu trong các rạp chiếu phim người lớn ở Nhật Bản vào năm 1983 và là một trong những phim khiêu dâm đồng tính nam được sản xuất thương mại sớm nhất ở Nhật Bản. Tại Bắc Mỹ, phiên bản phụ đề tiếng Anh của bộ phim đã được phát hành bởi nhà phân phối Water Bearer Films vào năm 1993 với tựa đề Beautiful Mystery.
Tác phẩm là một bộ phim hồng, thể loại phim khiêu dâm softcore của Nhật Bản thường bao gồm các yếu tố thương mại và thể nghiệm. Bộ phim là tác phẩm châm biếm tác giả và nhà dân tộc Mishima Yukio cùng lực lượng dân quân tư nhân của ông là Tatenokai, khi vào năm 1970 đã thực hiện một âm mưu đảo chính thất bại và kết thúc với cái chết của Mishima bằng nghi thức seppuku. Đặc biệt, sự tập trung của lực lượng hư cấu trong phim chủ yếu là vào sức khỏe thể chất giống với Sun and Steel, một bài luận năm 1968 của Mishima về thể hình và võ thuật.

## Tiếp nhận
Trong một bài đánh giá phim viết cho Variety, nhà phê bình điện ảnh Dennis Harvey đã khen ngợi màn trình diễn cùng kịch bản của bộ phim hoạt động "không chỉ trong phương diện dâm tục", nhưng lại chỉ trích cảnh kết thúc "quá nực cười" của tác phẩm. Gavin Walker của tạp chí Jacobin gọi bộ phim "có lẽ là sự phản ứng mang tính phê bình lớn nhất" đối với cả "tác phẩm của Mishima và sự hài hước một cách vô tình khi giới cực hữu trịnh trọng giành lấy Mishima như của mình". Time Out thì ca ngợi phim là "thô tục" và "mang tính giải trí cao", đồng thời nhấn mạnh rằng "thật đáng kinh ngạc khi [bộ phim] được thực hiện vào thời điểm mà việc thảo luận về xu hướng tính dục của Mishima thực tế là một điều cấm kỵ ở Nhật Bản".